# Віленсько-Радомська унія
Віленсько-Радомська унія 1401 року — договір про державний і політичний союз між Великим князівством Литовським та Королівством Польським. Підписаний литовськими феодалами 18 січня 1401 у Вільні і польськими 11 березня 1401 — в Радомі. Належить до державно-правових актів, що визначали різні форми стосунків між вказаними державами — від спроб інкорпорації Литви до союзу між ними. Такі акти впливали на зміну державно-правового статусу Великого князівства Литовського, у тому числі українських земель, що входили до його складу.
Основою цього процесу стала Кревська унія 1385. Але вона залишилась унією персональною. Литовські, українські та білоруські православні князі виступали проти зближення з Польщею. Громадянська війна призвела до компромісу, внаслідок чого двоюрідний брат великого князя Ягайла — Вітовт — отримав з його рук владу над Литвою і удільними князівствами, правителі яких уже підписали «присяжні грамоти» Ягайлу.
На з'їзді у 1398 литовські та руські князі і бояри проголосили Вітовта самостійним правителем держави, яка стала називатися Велике князівство Литовське, Руське та Жемайтійське. Але невдовзі поразка українсько-литовських військ у битві на річці Ворсклі з татарами у 1399 році спонукала Вітовта до нових переговорів з Польщею, результатом яких стала Віленсько-Радомська унія 1401.
За постановами унії Вітовт мав управляти Литвою самостійно, залишаючись з Ягайлом у відносинах, наближених до ленних. Пізніше Вітовт здобув титул великого князя, а Ягайло — найвищого князя Литви, що підкреслювало його вищість. У разі смерті Ягайла поляки обіцяли вибрати королем Вітовта. Крім того, було укладено обопільний союз для взаємної оборони. Завдяки унії об'єднані сили Польщі й Литви дістали рішучу перевагу у битві під Грюнвальдом 1410, де литовські, польські, українські та білоруські полки завдали Тевтонському ордену поразки.